# Кабдурахманов, Алибек Асатуллаевич
Алибек Асатуллаевич Кабдурахманов (узб. Alibek Asatullayevich Kabduraxmonov; род. 10 июня 1984, Ташкент, Узбекская ССР) — узбекский музыкант, композитор, дирижёр. Директор ГАБТ имени А. Навои, главный дирижёр Национального симфонического оркестра Государственной филармонии Узбекистана. 

## Биография
Родился в 1984 году в Ташкенте. Этнический казах. С 2002 по 2006 годы учился на бакалавриате; с 2006 по 2008 годы в магистратуре Государственной консерватории Узбекистана по специальности «Ударные инструменты». С 2017 по 2019 годы в магистратуре  Государственной консерватории по специальности «Оперно-симфоническое дирижирование».
С 2005 года играл в оркестре музыкального театра–студии при Государственной консерватории. Играл в составе Национального симфонического оркестра Узбекистана на ударных инструментах, в 2007 году назначен концертмейстером группы ударных инструментов, в 2014 году — дирижёром, в 2018 году — главным дирижёром и художественным руководителем Национального симфонического оркестра. 
Участник ансамбля «Омнибус». Неоднократный призёр международных конкурсов и участник международных музыкальных фестивалей, таких как, InClassica (ОАЭ), фестиваль «Турксой» и Международный фестиваль «Шёлковый путь», выступал на одной сцене с такими солистами, как Бехзод Абдураимов, Денис Мацуев, Максим Венгеров, Анна Нетребко, Юлиан Штекель и Zee Zee. Дирижировал на таких престижных площадках, как Берлинская филармония, Виктория-холл и Дубайская опера. Выступал на гастролях во Франции, Германии, Нидерландах, Турции, Японии, Китае и Объединённых Арабских Эмиратах. 
Дирижировал Государственным академическим симфоническим оркестром Казахстана, оркестром имени Курмангазы (Казахстан), оркестром музыкального театра-студии при Государственной консерватории Узбекистана, Молодежным симфоническим оркестром Узбекистана.
Композитор фильма «Призраки моря» (2019).
В 2024 году Кабдурахманову было присвоено почётное звание заслуженного артиста Узбекистана. 29 июля 2025 года он был назначен директором Государственного Академического Большого театра имени Алишера Навои.

## Награды и звания
- Медаль «Шухрат» (2021)[8]
- Заслуженный артист Узбекистана (2024)[9]
- Премия в области культуры «Тасанно» (Узбекистан, 2005, 2007)
- Гран-при Международного конкурса «Шабыт» (Астана, Казахстан, 2007)
- Специальный приз «За лучшее исполнение с оркестром» Международного конкурса «EMCY Art for music Prize" (Германия, 2006)
- Вторая премия Международного конкурса «EMCY Art for music Prize» (Мюнхен, Германия, 2006)
- Вторая премия Международного конкурса «Шабыт» (Астана, Казахстан, 2004)
- Диплом Второго Международного конкурса им. Миколы Стасиневича (Варшава, Польша, 2004)
- Диплом 57-го Международного конкурса (Женева, Швейцария, 2002)
- Диплом Республиканского конкурса молодых исполнителей (Узбекистан, 2001)[5].